# Clarias werneri
Clarias werneri é uma espécie de peixe da família Clariidae.
Pode ser encontrada nos seguintes países: Burundi e Tanzânia.
Os seus habitats naturais são: rios e lagos de água doce.
Está ameaçada por perda de habitat.